# Adriana Ferrarese
Adriana Ferrarese del Bene właściwie Adriana Gabrieli (ur. 19 sierpnia 1759 w Valvasano, zm. po 1803 w Wenecji) – włoska śpiewaczka operowa, sopran. Pierwsza odtwórczyni partii Fiordiligii w operze Così fan tutte Mozarta.

## Życiorys
Wiadomo, że w roku 1782 poślubiła Luigiego del Bene i występowała jako Adriana Ferrarese (lub Ferraresi) del Bene. Spotyka się także zapisywanie jej imienia jako Andriana lub Andreanna.
Adriana Ferrarese del Bene uczyła się w Wenecji i występowała w Londynie przed przybyciem do Wiednia, gdzie zdobyła uznanie występując w pierwszoplanowych rolach w operach buffa.
W roku 1788 wróciła do Wiednia gdzie zadebiutowała z wielkim powodzeniem w „L’Arbore di Diana Vincenta Martína y Soler. Nawiązuje romans z librecistą Mozarta, Lorenzo Da Ponte. Pod koloraturę jej głosu Mozart komponuje w 1789 arię 'Al Desio di chi t’adora „(KV 577), która w akcie 4, zamiast arii Rose’ DEH vieni non tardar ' była recytowana. W kolejnym koncercie pisze dla niej arię „Un moto di Gioia”. W roku 1792 po serii skandali z jej udziałem opuściła Wiedeń. Pojawia się ponownie na scenie w 1797 roku w Wenecji i Trieście w latach 1797–1798 występując w „Così fan tutte”.
W publikacji Rapport von Wien można przeczytać, że posiadała nieprawdopodobnie wysokie i zarazem bardzo niskie dźwięki w skali swojego głosu, jakiego nikt z żyjących ówcześnie słuchaczy nigdy u pozostałych śpiewaczek nie słyszał.